# Cercle municipal
De Cercle municipal is een vroeg-20e-eeuws gebouw aan de Place d'Armes in Luxemburg-Stad, dat onder andere werd gebruikt door het stadsbestuur en voor feestelijke gelegenheden. Sinds 2011 is de Cercle onderdeel van het cultureel complex Cercle Cité.

## Geschiedenis
Op de plaats van het huidige gebouw stonden diverse woonhuizen, die in 1827 door de familie Metz aan de Cercle littéraire werden verkocht. De Cercle liet de huizen slopen om er een nieuw gebouw te laten neerzetten, dat bekend werd als Cercle (Luxemburgs: Zerkel). De bouw bleek duurder uit te vallen dan verwacht, besloten werd om op de eerste verdieping een theater in te richten en het gebouw te verhuren om inkomsten te genereren. In 1830 werd de Cercle littéraire opgeheven. In de tweede helft van de 19e eeuw had Marguerite Faber in het gebouw een café-restaurant Café du Cercle, in de volksmond Beim Gretchen. Na haar overlijden voegde neef Johann Lentz een derde verdieping toe aan het gebouw en werd de feestzaal het centrum van het sociale leven in de stad. In 1901 kocht de stad de Cercle op en werden de gemeentelijke muziekschool en sportschool er ondergebracht. Het was de bedoeling het pand te renoveren, maar er werd al snel besloten een nieuw gebouw op te richten. Er werd een architectuurwedstrijd uitgeschreven, die werd gewonnen door de architecten Pierre en Paul Funck, vader en zoon. Zij ontwierpen het huidige neobarokke gebouw. In de gevel zijn de fries Ermesinde overhandigt Luxemburg de vrijheidsbrief, naar een tekening van Pierre Blanc, en een reliëf van het gemeentewapen aangebracht, beiden uitgevoerd door beeldhouwer Pierre Federspiel. Het gebouw werd in 1909 door de gemeente in gebruik genomen en een jaar later officieel geopend. Met een verwijzing naar het verleden, kreeg het gebouw de naam Cercle municipal.
Van 1953 tot 1969 werd de Cercle municipal gebruikt voor zittingen van het Hof van Justitie van de Europese Gemeenschap voor Kolen en Staal, andere werkzaamheden van het Hof werden ondergebracht in Villa Vauban. De feestzalen werden door de stad gebruikt voor vergaderingen en tentoonstellingen, de ontvangsten van koningin Elizabeth II van het Verenigd Koninkrijk (1976), Chaim Herzog (1985) en François Mitterrand (1992), en de inhuldiging van groothertog Henri van Luxemburg (2000). 
In 2006 werd de Cercle grondig gerenoveerd en gerestaureerd, daarbij werden onder meer de grote zaal, de foyer en de voormalige raadskelder aangepakt om deze beter geschikt te maken voor evenementen en tentoonstellingen. De Cercle werd middels een luchtbrug verbonden met het gebouw van het naastgelegen Espace culturel Cité, dat de naam ontleent van de voormalige bioscoop Ciné Cité. De heropening van de Cercle in 2011 viel samen met de start van het cultureel complex Cercle Cité. De Cercle Cité biedt onderdak aan de stadsbibliotheek, een restaurant, expositieruimte en vergaderzalen. Tijdens de coronapandemie vergaderde de Kamer van Afgevaardigden in de Cercle.